# УНИКС
УНИКС — российский баскетбольный клуб из Казани. Выступает в Единой лиге ВТБ.
УНИКС — аббревиатура от «Университет — Культура — Спорт».

## История
Баскетбольный клуб УНИКС был создан в 1991 году. Первым руководителем клуба был заслуженный работник физической культуры РТ и РФ Александр Щербаков. Команда начала выступление в Первой лиге чемпионата России. Несколько лет ушло на становление игрового коллектива. С 1994 года последовательно из сезона в сезон, переходя из лиги в лигу, в 1997 году добилась права играть в Суперлиге чемпионата России. В этот период называлась «УНИКС—Локомотив». В 1998 и 1999 годах команда занимала 5-е места в российском чемпионате. С декабря 1998 г. президентом клуба стал председатель Национального банка Республики Татарстан Евгений Борисович Богачёв. В 2000, 2003, 2005, 2009, 2010, 2011, 2014 годах УНИКС стал бронзовым призёром, а в 2001, 2002, 2004, 2007 и 2016 годах - серебряным призёром чемпионатов России. В 2006 году УНИКС занял четвертые места в чемпионатах Суперлиги и России. В 2008 – шестое место в чемпионате России. В 2009 - четвёртое место в чемпионате Суперлиги. В 2011 г. УНИКС выиграл регулярный чемпионат России. В 2012 г. команда заняла 5-е место в чемпионате России. В 2013 и 2015 команда заняла 6-е место в чемпионате России.
С 1997 г. команда играет в еврокубках (трижды в Кубке Сапорты, дважды в Кубке Корача, Кубке чемпионов ФИБА, дважды в Кубке вызова ФИБА, трижды в Кубке УЛЕБ, семь раз в Кубке Европы, два раза в Евролиге). В январе 2003 года УНИКС выиграл Кубок Североевропейской баскетбольной лиги, а в марте 2003 года - Кубок России. Обладателем Кубка России УНИКС стал также в 2009 и 2014 годах. УНИКС - финалист Кубка России 2005, 2007 и 2010 гг. В апреле 2004 г. УНИКС стал чемпионом Лиги ФИБА-Европа, в апреле 2011 г. победил в Кубке Европы, втором по значимости европейском клубном соревновании. В 2014 году УНИКС стал серебряным призёром Кубка Европы. В 2012 году УНИКС стал участником 1/4 финала Евролиги. УНИКС серебряный призер Единой лиги ВТБ 2010, 2012 г.г., бронзовый призёр 2011 г. и 2014 г. В 2009 г. УНИКС-2 победил в чемпионате России среди молодёжных команд. В 2013 г. УНИКС-2 занял второе место в чемпионате России среди молодёжных команд. В 2014 году УНИКС-2 занял третье место в чемпионате России среди молодёжных команд.
Первыми тренерами команды были: заслуженный тренер РСФСР Леонид Арсланов (1991—1993) и заслуженный тренер России Александр Зрядчиков (1994—1997), который вывел УНИКС в Суперлигу. Затем командой руководили: мастер спорта Георгий Королев (1997—1998) и югославский специалист Драган Вишневац (1998). С января 1999г. по июнь 2000г. главный тренер команды – мастер спорта международного класса, заслуженный тренер России Евгений Коваленко. С июня 2000 г. по июнь 2006 г. главный тренер команды - заслуженный мастер спорта, заслуженный тренер России Станислав Ерёмин. С июня 2006 г. главный тренер УНИКСа – заслуженный тренер Литвы Антанас Сирейка. С декабря 2007 г. – сербский специалист Ацо Петрович. С июня 2009 г. - заслуженный тренер Литвы Вальдемарас Хомичюс. С июня 2010 г. по июнь 2012 г. главный тренер команды - заслуженный мастер спорта, заслуженный тренер России Евгений Пашутин. С июля 2012 г. команду вновь возглавил Ацо Петрович. С февраля 2013 г. главный тренер команды - заслуженный мастер спорта, заслуженный тренер России Станислав Ерёмин. С июня 2013 г. – Андреа Тринкьери (Италия). Греческий специалист Аргирис Педулакис возглавил команду в июне 2014 г. В ноябре 2014 г. на пост главного тренера вернулся Евгений Пашутин.
Игроки УНИКСа Руслан Авлеев и Александр Петренко принимали участие в финальной стадии чемпионата Европы 1999 г. На Олимпиаде-2000 в г. Сиднее играли Руслан Авлеев, Евгений Пашутин, Валентин Кубраков. В финальной стадии чемпионата Европы-2001 выступали Евгений Пашутин, Пётр Самойленко, Антон Юдин. На чемпионате мира - 2002 - Игорь Куделин. В финальной стадии чемпионата Европы-2003 играли Пётр Самойленко, Валентин Кубраков. Баскетболист УНИКСа Эурелиус Жукаускас завоевал звание чемпиона Европы-2003 в составе сборной Литвы. В финальной стадии чемпионата Европы-2005 играли Пётр Самойленко (Россия), Кшиштоф Лавринович (Литва). На чемпионате мира – 2006 в составе сборной Литвы играли баскетболисты УНИКСа братья Лавриновичи. На чемпионате Европы 2007 г. баскетболист УНИКСа Николай Падиус стал чемпионом континента в составе сборной России, Дариуш Лавринович завоевал бронзовую медаль в составе сборной Литвы. На этом чемпионате выступал ещё один баскетболист нашего клуба – Тарик Кирксей (Франция). На Олимпиаде-2008 в Пекине принимали участие игроки УНИКСа Марко Попович и Крешимир Лончар (сборная Хорватии). Они же играли в финальной стадии чемпионата Европы 2009 г. Марко Попович (Хорватия) и Хасан Ризвич (Словения) выступали на чемпионате мира 2010 года в Турции. В чемпионате Европы 2011 г. участвовал Генри Домеркант (Босния). В чемпионате Европы 2013 г. участвовали Дмитрий Соколов (Россия), Костас Каймакоглу, Никос Зисис (оба Греция). На чемпионате мира 2014г. в Испании участвовали Костас Каймакоглу, Никос Зисис. В чемпионате Европы 2015 г. участвовали игроки УНИКСа: Антон Понкрашов (Россия), Костас Каймакоглу (Греция), Артурас Милакнис (Литва). Милакнис в составе сборной Литвы завоевал серебряную медаль ЧЕ.

## Результаты выступлений
| Сезон   | Дивизион        | Регулярный чемпионат                                 | Плей-офф                                             | Кубок      | Европа                               | Регион                     |
| ------- | --------------- | ---------------------------------------------------- | ---------------------------------------------------- | ---------- | ------------------------------------ | -------------------------- |
| 1997/98 | Суперлига А     | 5-е место (Запад)                                    | 7-е место                                            | —          | Кубок Корача Групповой этап          | —                          |
| 1998/99 | Суперлига А     | 5-е место                                            | 5-е место                                            | —          | Кубок Сапорты 1/16 финала            | —                          |
| 1999/00 | Суперлига А     | 3-е место                                            | Бронза                                               | —          | Кубок Корача 1/16 финала             | —                          |
| 2000/01 | Суперлига А     | 2-е место                                            | Серебро                                              | —          | Кубок Сапорты 1/2 финала             | —                          |
| 2001/02 | Суперлига А     | 2-е место                                            | Серебро                                              | —          | Кубок Сапорты 1/4 финала             | —                          |
| 2002/03 | Суперлига А     | 3-е место                                            | Бронза                                               | Победитель | Кубок вызова 1/4 финала              | NEBL Победитель            |
| 2003/04 | Суперлига А     | 2-е место                                            | Серебро                                              | 3-е место  | Кубок вызова Победитель              | —                          |
| 2004/05 | Суперлига А     | 3-е место                                            | Бронза                                               | Финалист   | Кубок вызова 1/4 финала              | —                          |
| 2005/06 | Суперлига А     | 4-е место                                            | 4-е место                                            | 3-е место  | Кубок УЛЕБ 1/8 финала                | —                          |
| 2006/07 | Суперлига А     | 2-е место                                            | Серебро                                              | Финалист   | Кубок УЛЕБ 1/2 финала                | —                          |
| 2007/08 | Суперлига А     | 3-е место                                            | 6-е место                                            | 1/2 финала | Кубок УЛЕБ 1/4 финала (Финал восьми) | —                          |
| 2008/09 | Суперлига А     | 4-е место                                            | Бронза                                               | Победитель | Еврокубок Топ-16                     | —                          |
| 2009/10 | Суперлига А     | 3-е место                                            | Бронза                                               | Финалист   | Еврокубок Top-16                     | Единая лига ВТБ Финалист   |
| 2010/11 | ПБЛ             | 1-е место                                            | Бронза                                               | —          | Еврокубок Победитель                 | Единая лига ВТБ 3-е место  |
| 2011/12 | ПБЛ             | 6-е место                                            | 5-е место                                            | —          | Евролига 1/4 финала                  | Единая лига ВТБ Финалист   |
| 2012/13 | ПБЛ             | 5-е место                                            | —                                                    | —          | Еврокубок 1/4 финала                 | Единая лига ВТБ 1/4 финала |
| 2013/14 | Единая лига ВТБ | 1-е место (группа А)                                 | Бронза                                               | Победитель | Еврокубок Финалист                   | —                          |
| 2014/15 | Единая лига ВТБ | 6-е место                                            | 1/4 финала                                           | —          | Евролига Групповой Этап              | —                          |
| 2015/16 | Единая лига ВТБ | 2-е место                                            | Серебро                                              | —          | Еврокубок 1/8 финала                 | —                          |
| 2016/17 | Единая лига ВТБ | 5-е место                                            | 1/4 финала                                           | —          | Евролига Групповой этап              | —                          |
| 2017/18 | Единая лига ВТБ | 2-е место                                            | 4-е место                                            | —          | Еврокубок 1/4 финала                 | —                          |
| 2018/19 | Единая лига ВТБ | 2-е место                                            | 1/2 финала                                           | —          | Еврокубок 1/2 финала                 | —                          |
| 2019/20 | Единая лига ВТБ | Турнир завершён досрочно из-за пандемии коронавируса | Турнир завершён досрочно из-за пандемии коронавируса | —          | Еврокубок (Турнир завершён досрочно) | —                          |
| 2020/21 | Единая лига ВТБ | 3-е место                                            | Серебро                                              | —          | Еврокубок Финалист                   | —                          |
| 2021/22 | Единая лига ВТБ | 3-е место                                            | Бронза                                               | —          | Евролига Групповой этап              | —                          |
| 2022/23 | Единая лига ВТБ | 2-е место                                            | Золото                                               | 1/4 финала | —                                    | —                          |
| 2023/24 | Единая лига ВТБ | 1-е место                                            | Серебро                                              | —          | —                                    | —                          |
| 2024/25 | Единая лига ВТБ | 3-е место                                            | Бронза                                               | -          | -                                    | -                          |

## Достижения

### Национальные турниры
Единая лига ВТБ
- Чемпион: 2022/2023
- Серебряный призёр (5): 2009/2010, 2011/2012, 2015/2016, 2020/2021, 2023/2024
- Бронзовый призёр (5): 2010/2011, 2013/2014, 2018/2019, 2021/2022, 2024/2025

Суперкубок Единой лиги ВТБ
- Серебряный призёр: 2024
- Бронзовый призёр (2): 2021, 2022

Чемпионат России
- Чемпион: 2022/2023
- Серебряный призёр (7): 2000/2001, 2001/2002, 2003/2004, 2006/2007, 2015/2016, 2020/2021, 2023/2024
- Бронзовый призёр (10): 1999/2000, 2002/2003, 2004/2005, 2008/2009, 2009/2010, 2010/2011, 2013/2014, 2018/2019, 2021/2022, 2024/2025

Кубок России
- Обладатель (3): 2002/2003, 2008/2009, 2013/2014
- Серебряный призёр (3): 2004/2005, 2006/2007, 2009/2010
- Бронзовый призёр (2): 2003/2004, 2005/2006

### Европейские турниры
Еврокубок
- Обладатель: 2010/2011
- Серебряный призёр (2): 2013/2014, 2020/2021

Лига Европы ФИБА
- Чемпион: 2003/2004

Североевропейская баскетбольная лига
- Чемпион: 2002/2003

## Главные тренеры
- 1991—1993  Леонид Арсланов
- 1994—1996  Александр Зрядчиков
- 1997—1998  Георгий Королёв
- 1998  Драган Вишневац
- 1999—2000  Евгений Коваленко
- 2000—2006  Станислав Ерёмин
- 2006—2007  Антанас Сирейка
- 2007—2009  Ацо Петрович
- 2009—2010  Вальдемарас Хомичюс
- 2010—2012  Евгений Пашутин
- 2012—2013  Ацо Петрович
- 2013  Станислав Ерёмин[2]
- 2013—2014  Андреа Тринкьери[3]
- 2014  Аргирис Педулакис
- 2014—2017  Евгений Пашутин
- 2017—2021  Димитрис Прифтис[4]
- 2021—н.в.  Велимир Перасович[5]

## Текущий состав
| \| Поз. \| № \| Гражд. \| Имя \| Дата рождения (возраст) \| Рост \| Вес \| Звание \| \| ---- \| -- \| ------ \| ------------------- \| -------------------------- \| ------ \| ------ \| ------ \| \| ЛФ \| 1 \| \| Девон Акун-Пёрселл \| 5 июня 1993 (32 года) \| 198 см \| 91 кг \| \| \| ЛФ \| 2 \| \| Михаил Беленицкий \| 12 сентября 2002 (22 года) \| 204 см \| 104 кг \| \| \| Ц \| 3 \| \| Джейлен Рейнольдс \| 30 декабря 1992 (32 года) \| 208 см \| 113 кг \| \| \| Ц \| 4 \| \| Маркус Бингем \| 14 июля 2000 (25 лет) \| 213 см \| 104 кг \| \| \| АЗ \| 5 \| \| Дмитрий Кулагин (К) \| 1 июля 1992 (33 года) \| 197 см \| 92 кг \| \| \| АЗ \| 9 \| \| Си Джей Брайс \| 30 октября 1996 (28 лет) \| 196 см \| 95 кг \| \| \| РЗ \| 11 \| \| Пэрис Ли \| 20 апреля 1995 (30 лет) \| 183 см \| 84 кг \| \| \| АЗ \| 13 \| \| Денис Захаров \| 6 июля 1993 (32 года) \| 193 см \| 88 кг \| \| \| ТФ \| 15 \| \| Руслан Абдулбасиров \| 5 декабря 1993 (31 год) \| 211 см \| 100 кг \| \| \| РЗ \| 19 \| \| Роман Илюк \| 3 сентября 2005 (19 лет) \| 188 см \| 82 кг \| \| \| ТФ \| 22 \| \| Александр Стуленков \| 9 августа 1992 (33 года) \| 206 см \| 102 кг \| \| \| АЗ \| 23 \| \| Иван Белоусов \| 4 марта 2001 (24 года) \| 199 см \| 87 кг \| \| \| ТФ \| 27 \| \| Андрей Лопатин \| 27 августа 1998 (26 лет) \| 208 см \| 101 кг \| \| | Главный тренер - Велимир Перасович Ассистенты тренера - Милан Каракаш - Артур Бигеев - Костас Каймакоглу - Марко Станоевич Легенда - (К) — Капитан команды Последнее изменение: 13 августа 2025 года |               |                     |                            |        |        |        |
| Поз. | № | Гражд.        | Имя                 | Дата рождения (возраст)    | Рост   | Вес    | Звание |
| ЛФ | 1 | Флаг США      | Девон Акун-Пёрселл  | 5 июня 1993 (32 года)      | 198 см | 91 кг  |        |
| ЛФ | 2 | Флаг России   | Михаил Беленицкий   | 12 сентября 2002 (22 года) | 204 см | 104 кг |        |
| Ц | 3 | Флаг США      | Джейлен Рейнольдс   | 30 декабря 1992 (32 года)  | 208 см | 113 кг |        |
| Ц | 4 | Флаг США      | Маркус Бингем       | 14 июля 2000 (25 лет)      | 213 см | 104 кг |        |
| АЗ | 5 | Флаг России   | Дмитрий Кулагин (К) | 1 июля 1992 (33 года)      | 197 см | 92 кг  |        |
| АЗ | 9 | Флаг США      | Си Джей Брайс       | 30 октября 1996 (28 лет)   | 196 см | 95 кг  |        |
| РЗ | 11 | Флаг Камеруна | Пэрис Ли            | 20 апреля 1995 (30 лет)    | 183 см | 84 кг  |        |
| АЗ | 13 | Флаг России   | Денис Захаров       | 6 июля 1993 (32 года)      | 193 см | 88 кг  |        |
| ТФ | 15 | Флаг России   | Руслан Абдулбасиров | 5 декабря 1993 (31 год)    | 211 см | 100 кг |        |
| РЗ | 19 | Флаг России   | Роман Илюк          | 3 сентября 2005 (19 лет)   | 188 см | 82 кг  |        |
| ТФ | 22 | Флаг России   | Александр Стуленков | 9 августа 1992 (33 года)   | 206 см | 102 кг |        |
| АЗ | 23 | Флаг России   | Иван Белоусов       | 4 марта 2001 (24 года)     | 199 см | 87 кг  |        |
| ТФ | 27 | Флаг России   | Андрей Лопатин      | 27 августа 1998 (26 лет)   | 208 см | 101 кг |        |

## Арена
29 августа 2003 г. в Казани вступил в строй крупнейший в России специализированный Дворец баскетбола — Баскет-холл. Вместимость главной арены — 7500 зрителей, малой арены — 1500 зрителей. В 2005 построена загородная спортивная база УНИКСа в посёлке Васильево в 30 км от Казани.
До открытия Баскет-холла домашней ареной был одноимённый университетский культурно-спортивный комплекс (КСК) УНИКС.